# 深野徹
深野 徹（ふかの とおる、1940年 - ） は、日本の機械工学者。九州大学名誉教授。元久留米工業大学学長。元日本混相流学会会長。元日本機械学会副会長。

## 人物・経歴
1965年九州大学工学部機械工学科卒業。1970年九州大学工学部講師。1971年九州大学より工学博士の学位を取得。1973年九州大学工学部助教授。1981年九州大学工学部教授。1989年日本機械学会論文賞受賞。1999年ターボ機械協会賞受賞。2000年日本機械学会流体工学部門長、日本機械学会流体工学部門賞受賞。2001年日本混相流学会会長。2003年流体科学研究賞受賞。2005年日本機械学会副会長。2006年久留米工業大学学長。2008年日本機械学会熱工学部門賞功績賞（永年功績賞）受賞。2021年瑞宝中綬章受章。

## 著書
- 『わかりたい人の流体工学 1』裳華房 1994年
- 『わかりたい人の流体工学 2』裳華房 1994年